# Fourques (Gard)
Pour les articles homonymes, voir Fourques.
Fourques est une commune française située dans le sud-est du département du Gard en région Occitanie, dans l'agglomération d'Arles.
Exposée à un climat méditerranéen, elle est drainée par le Rhône, le Rhône, le canal d'irrigation du Bas-Rhône Languedoc. Incluse dans la Camargue (delta du Rhône), la commune possède un patrimoine naturel remarquable : deux sites Natura 2000 (« le Petit Rhône » et « le Rhône aval »), un espace protégé (la Camargue) et cinq zones naturelles d'intérêt écologique, faunistique et floristique.
Fourques est une commune urbaine qui compte 2 701 habitants en 2022, après avoir connu une forte hausse de la population depuis 1968. Elle est dans l'agglomération d'Arles et fait partie de l'aire d'attraction d'Arles. Ses habitants sont appelés les Fourquesiens ou  Fourquesiennes.
Le patrimoine architectural de la commune comprend deux  immeubles protégés au titre des monuments historiques : le château, classé en 1913, et le pont de Fourques, inscrit en 1988.

## Géographie

### Localisation
Fourques est une commune du Gard séparée d'Arles par le bras du Petit-Rhône.

### Communes limitrophes
Les communes de Saint-Gilles, Bellegarde et Beaucaire sont limitrophes de la commune de Fourques, par le Gard et Arles, par les Bouches-du-Rhône.
Les communes limitrophes sont  Arles, Beaucaire, Bellegarde et Saint-Gilles.
| Bellegarde   | Bellegarde             | Beaucaire              |
| Bellegarde   | Fourques               | Arles Bouches-du-Rhône |
| Saint-Gilles | Arles Bouches-du-Rhône | Arles Bouches-du-Rhône |

### Hydrographie
Fourques est presque totalement entourée d'eau : le Rhône borde la commune à l'est, le bras du Petit-Rhône limite la commune au sud et le canal d'irrigation du Bas-Rhône Languedoc est la limite au nord.

### Climat
Pour des articles plus généraux, voir Climat de l'Occitanie et Climat du Gard.
En 2010, le climat de la commune est de type climat méditerranéen franc, selon une étude s'appuyant sur une série de données couvrant la période 1971-2000. En 2020, Météo-France publie une typologie des climats de la France métropolitaine dans laquelle la commune est exposée à un climat méditerranéen et est dans la région climatique Provence, Languedoc-Roussillon, caractérisée par une pluviométrie faible en été, un très bon ensoleillement (2 600 h/an), un été chaud (21,5 °C), un air très sec en été, sec en toutes saisons, des vents forts (fréquence de 40 à 50 % de vents > 5 m/s) et peu de brouillards.
Pour la période 1971-2000, la température annuelle moyenne est de 14,4 °C, avec une amplitude thermique annuelle de 16,9 °C. Le cumul annuel moyen de précipitations est de 594 mm, avec 5,5 jours de précipitations en janvier et 2,2 jours en juillet. Pour la période 1991-2020, la température moyenne annuelle observée sur la station météorologique la plus proche, située sur la commune de Saint-Gilles à 15 km à vol d'oiseau, est de 15,3 °C et le cumul annuel moyen de précipitations est de 684,6 mm,. Pour l'avenir, les paramètres climatiques de la commune estimés pour 2050 selon différents scénarios d'émission de gaz à effet de serre sont consultables sur un site dédié publié par Météo-France en novembre 2022.

### Milieux naturels et biodiversité

#### Espaces protégés
La protection réglementaire est le mode d’intervention le plus fort pour préserver des espaces naturels remarquables et leur biodiversité associée,.
La commune fait partie de la Camargue (delta du Rhône), réserve de biosphère, zone de transition, d'une superficie de 140 324,2 ha
Un  autre espace protégé est présent sur la commune : 
la Camargue, une zone humide protégée par la convention de Ramsar, d'une superficie de 84 620 ha.

#### Réseau Natura 2000

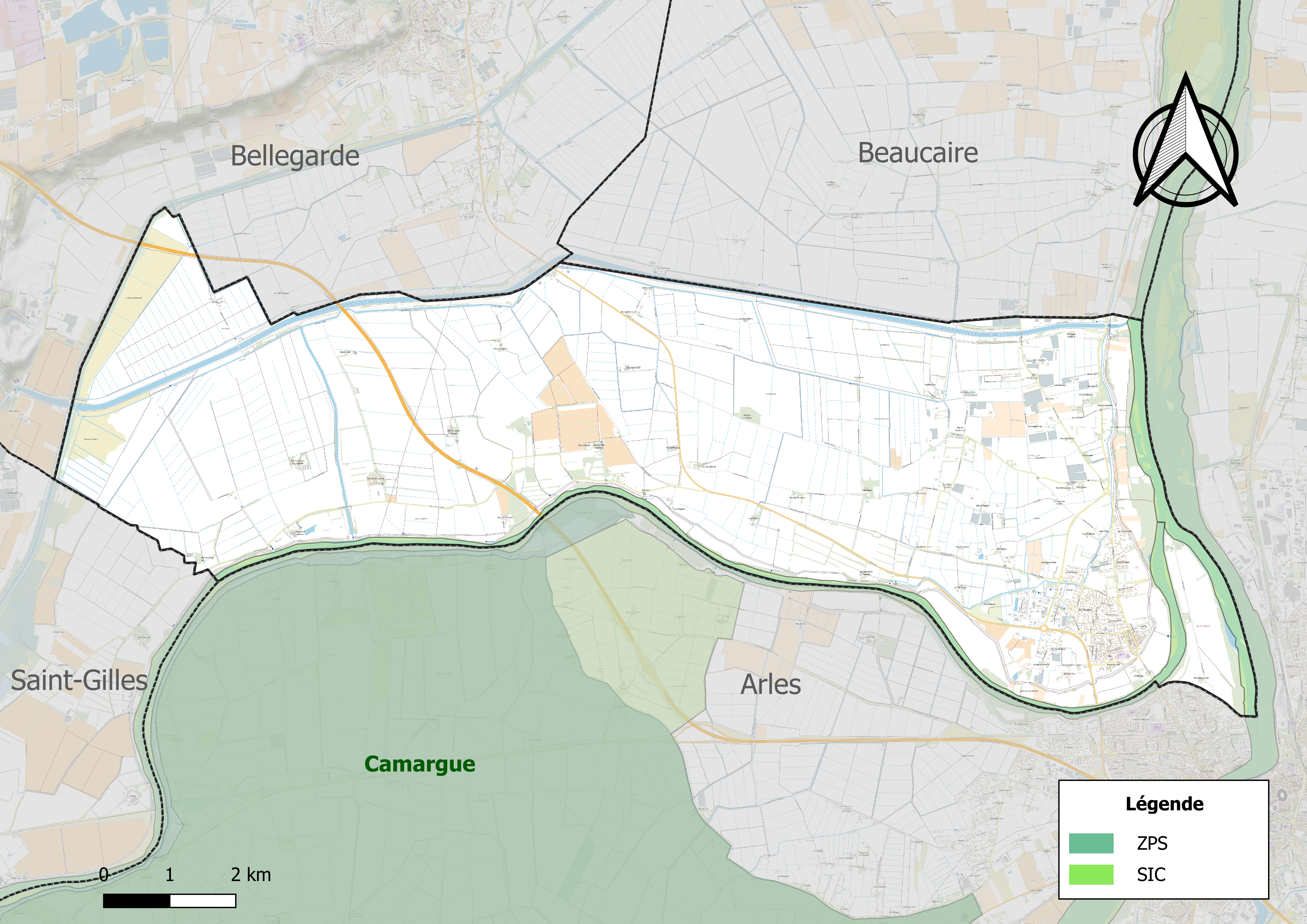
Sites Natura 2000 sur le territoire communal.

Le réseau Natura 2000 est un réseau écologique européen de sites naturels d'intérêt écologique élaboré à partir des directives habitats et oiseaux, constitué de zones spéciales de conservation (ZSC) et de zones de protection spéciale (ZPS).
Deux sites Natura 2000 ont été définis sur la commune au titre de la directive habitats :
- « le Petit Rhône », d'une superficie de 806 ha, un site de grande importance pour la remontée des poissons migrateurs, parfaitement complémentaire du Grand Rhône[12] ;
- « le Rhône aval », d'une superficie de 12 579 ha[13].

#### Zones naturelles d'intérêt écologique, faunistique et floristique
L’inventaire des zones naturelles d'intérêt écologique, faunistique et floristique (ZNIEFF) a pour objectif de réaliser une couverture des zones les plus intéressantes sur le plan écologique, essentiellement dans la perspective d’améliorer la connaissance du patrimoine naturel national et de fournir aux différents décideurs un outil d’aide à la prise en compte de l’environnement dans l’aménagement du territoire.
Deux ZNIEFF de type 1 sont recensées sur la commune :
l'« île de Saxy » (186 ha), couvrant 4 communes dont 2 dans les Bouches-du-Rhône et 2 dans le Gard, et 
le « marais de Broussan et Grandes Palunettes » (218 ha), couvrant 2 communes du département
et trois ZNIEFF de type 2, : 
- la « Camargue fluvio-lacustre et laguno-marine » (82 788 ha), couvrant 8 communes dont 2 dans les Bouches-du-Rhône et 6 dans le Gard[17] ;
- le « Camargue gardoise » (42 422 ha), couvrant 12 communes dont 11 dans le Gard et 1 dans l'Hérault[18] ;
- « le Rhône et ses canaux » (3 879 ha), couvrant 15 communes du département[19].

Carte des ZNIEFF de type 1 et 2 à Fourques.
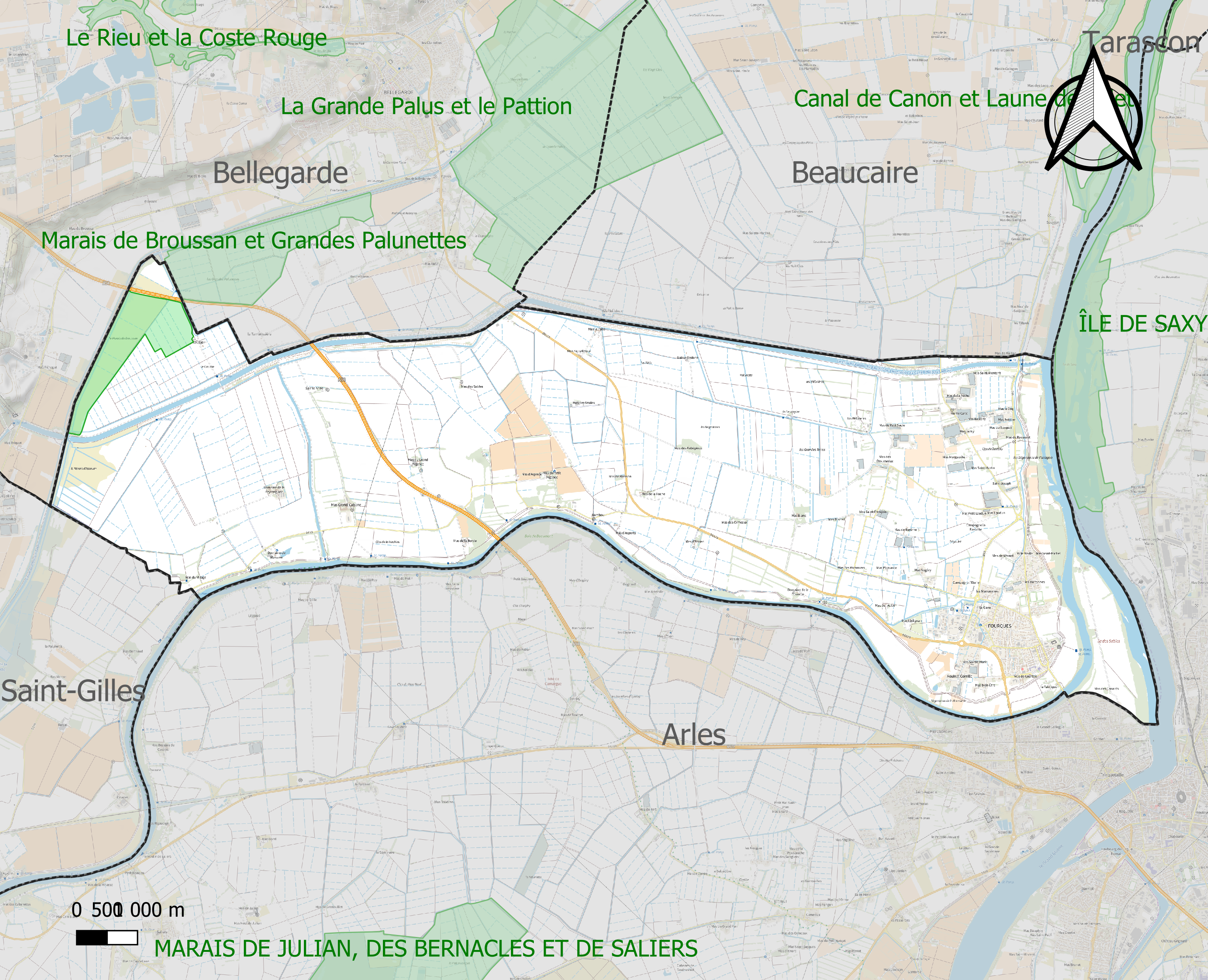
Carte des ZNIEFF de type 1 sur la commune.
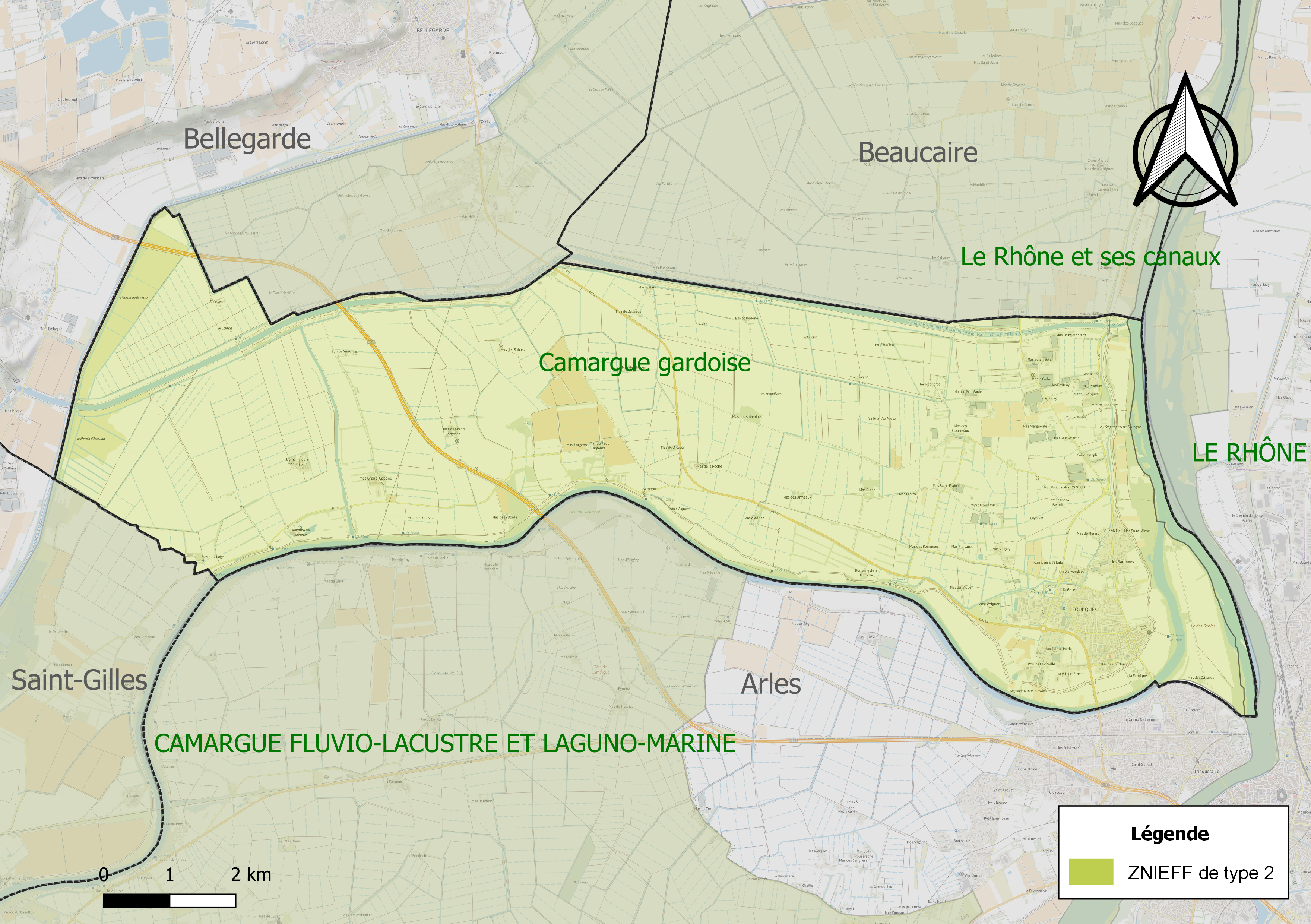
Carte des ZNIEFF de type 2 sur la commune.

## Urbanisme

### Typologie
Au 1er janvier 2024, Fourques est catégorisée ceinture urbaine, selon la nouvelle grille communale de densité à sept niveaux définie par l'Insee en 2022.
Elle appartient à l'unité urbaine d'Arles, une agglomération inter-régionale regroupant deux  communes, dont elle est une commune de la banlieue,,. Par ailleurs la commune fait partie de l'aire d'attraction d'Arles, dont elle est une commune de la couronne,. Cette aire, qui regroupe 4 communes, est catégorisée dans les aires de 50 000 à moins de 200 000 habitants,.

### Occupation des sols

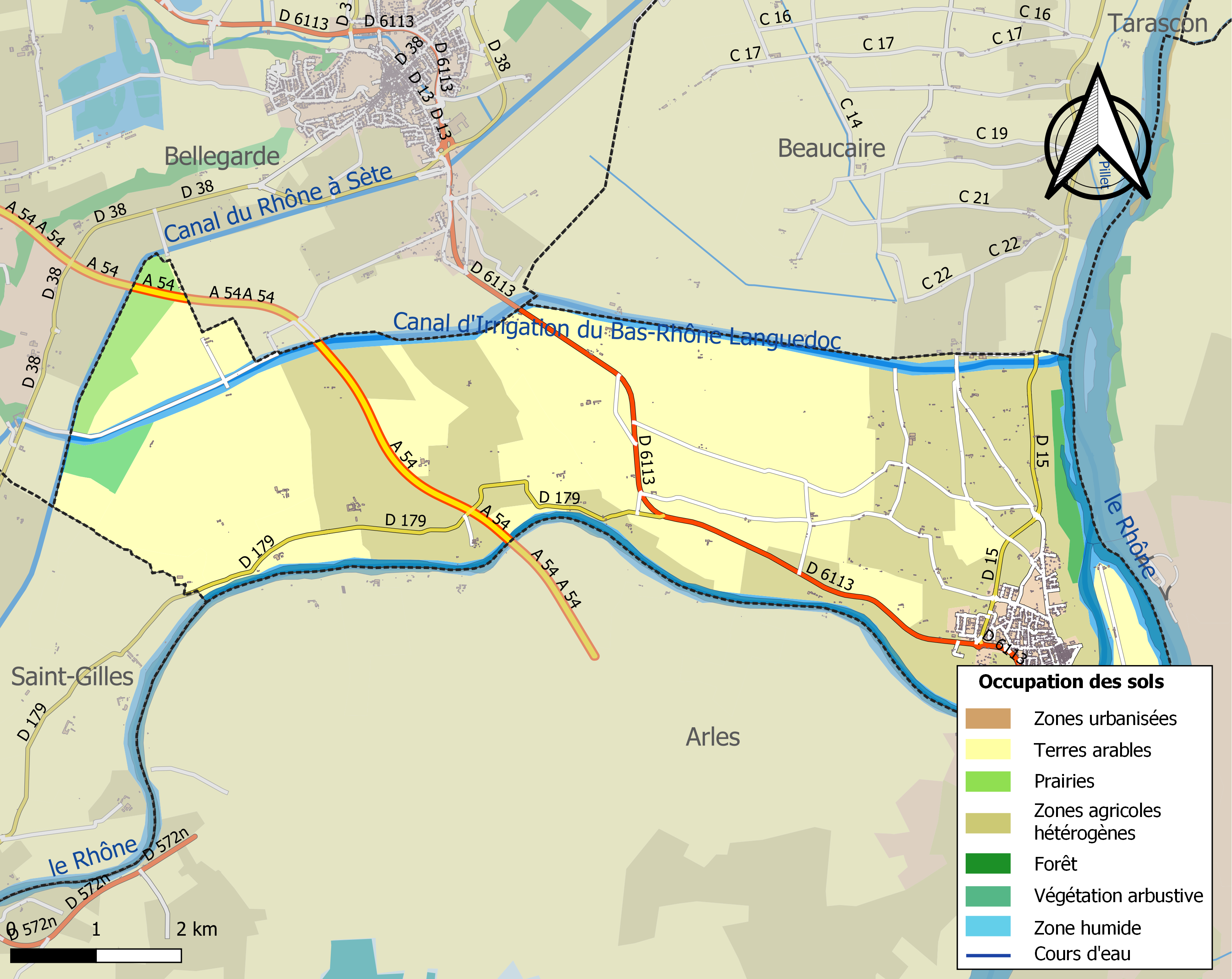
Carte des infrastructures et de l'occupation des sols de la commune en 2018 (CLC).

L'occupation des sols de la commune, telle qu'elle ressort de la base de données européenne d’occupation biophysique des sols Corine Land Cover (CLC), est marquée par l'importance des territoires agricoles (85,7 % en 2018), une proportion sensiblement équivalente à celle de 1990 (85,9 %). La répartition détaillée en 2018 est la suivante : 
terres arables (44,8 %), zones agricoles hétérogènes (33,9 %), eaux continentales (8,9 %), cultures permanentes (4,9 %), zones urbanisées (3,3 %), prairies (2,2 %), milieux à végétation arbustive et/ou herbacée (1,1 %), forêts (1 %). L'évolution de l’occupation des sols de la commune et de ses infrastructures peut être observée sur les différentes représentations cartographiques du territoire : la carte de Cassini (XVIIIe siècle), la carte d'état-major (1820-1866) et les cartes ou photos aériennes de l'IGN pour la période actuelle (1950 à aujourd'hui).

### Voies de communication et transports

#### Transports en commun
La commune de Fourques est desservie par la ligne 130 des transports Lignes intermodales d'Occitanie, qui relie Arles à Nîmes, avec 3 arrêts. L'aéroport le plus proche est l'aéroport de Nîmes-Garons.

### Risques majeurs
Le territoire de la commune de Fourques est vulnérable à différents aléas naturels : météorologiques (tempête, orage, neige, grand froid, canicule ou sécheresse), inondations, feux de forêts et séisme (sismicité faible). Il est également exposé à deux risques technologiques,  le transport de matières dangereuses et la rupture d'un barrage. Un site publié par le BRGM permet d'évaluer simplement et rapidement les risques d'un bien localisé soit par son adresse soit par le numéro de sa parcelle.

#### Risques naturels
La commune fait partie du territoire à risques importants d'inondation (TRI) de Delta du Rhône, regroupant 8 communes du delta du Rhône et s'étendant sur les départements des Bouches-du-Rhône et du Gard, un des 31 TRI qui ont été arrêtés fin 2012 sur le bassin Rhône-Méditerranée, retenu au regard des risques de submersions marines et de débordements du Rhône. Parmi les événements significatifs qui ont touché le territoire, peuvent être citées les crues récentes du Rhône d'octobre 1993, de janvier 1994 et de décembre 2003, les crues passées de novembre 1840 et de  mai 1856, les tempêtes sur le littoral de novembre 1982, décembre 199, et plus anciennes, d'octobre 1886 (Durance) et de septembre 1890 (Ardèche). Des cartes des surfaces inondables ont été établies pour trois scénarios : fréquent (crue de temps de retour de 10 ans à 30 ans), moyen (temps de retour de 100 ans à 300 ans) et extrême (temps de retour de l'ordre de 1 000 ans, qui met en défaut tout système de protection),. La commune a été reconnue en état de catastrophe naturelle au titre des dommages causés par les inondations et coulées de boue survenues en 1982, 1993, 1994, 2002 et 2003,.

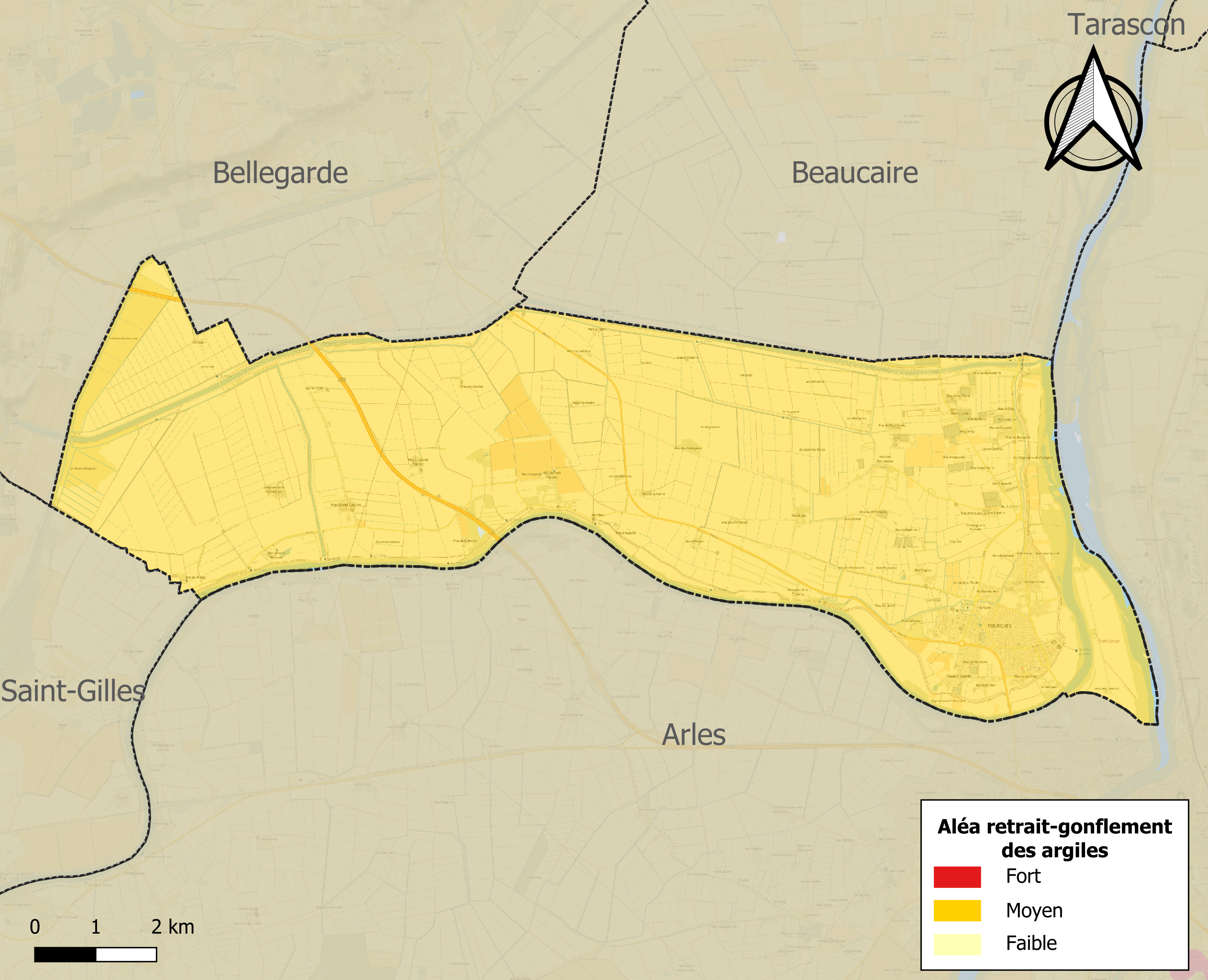
Carte des zones d'aléa retrait-gonflement des sols argileux de Fourques.

Le retrait-gonflement des sols argileux est susceptible d'engendrer des dommages importants aux bâtiments en cas d’alternance de périodes de sécheresse et de pluie. 99,5 % de la superficie communale est en aléa moyen ou fort (67,5 % au niveau départemental et 48,5 % au niveau national). Sur les 1 081 bâtiments dénombrés sur la commune en 2019, 1081 sont en aléa moyen ou fort, soit 100 %, à comparer aux 90 % au niveau départemental et 54 % au niveau national. Une cartographie de l'exposition du territoire national au retrait gonflement des sols argileux est disponible sur le site du BRGM,.
Par ailleurs, afin de mieux appréhender le risque d’affaissement de terrain, l'inventaire national des cavités souterraines permet de localiser celles situées sur la commune.

#### Risques technologiques
Le risque de transport de matières dangereuses sur la commune est lié à sa traversée par des infrastructures routières ou ferroviaires importantes ou la présence d'une canalisation de transport d'hydrocarbures. Un accident se produisant sur de telles infrastructures est en effet susceptible d’avoir des effets graves au bâti ou aux personnes jusqu’à 350 m, selon la nature du matériau transporté. Des dispositions d’urbanisme peuvent être préconisées en conséquence.
La commune est en outre située en aval des barrages de Sainte-Croix et de Serre-Ponçon, deux ouvrages de classe A. À ce titre elle est susceptible d’être touchée par l’onde de submersion consécutive à la rupture d'un de ces ouvrages.

## Toponymie
Provençal Fourco, graphie occitane normalisée Forca : près de l'endroit où le Rhône se divise (« bifurque ») pour former l'île de Camargue.
Mot provençal forca/forcha, du roman forca, du latin furca : fourche.
Ses habitants s'appellent les Fourquésiens et Fourquésiennes ; en provençal : Fourcatins.

## Histoire

### Moyen Âge
1070 : villa que dicitur Furcas.
1330 : brasserie dicti de Furcis.

### Les Templiers et les Hospitaliers
Les Mas du Petit et du Grand Argence : anciennes possessions de l'ordre du Temple dévolues aux Hospitaliers de l'ordre de Saint-Jean de Jérusalem qui seront érigées en une commanderie dite d'Argence à partir de 1654.
Le lieu-dit Sainte-Anne et le Mas Grand-Cabane: Ces deux anciennes métairies constituaient la commanderie Sainte-Anne du grand prieuré de Saint-Gilles.

## Politique et administration

### Liste des maires
Gilles Dumas est réélu à toutes les élections municipales depuis 1977. C'est le record de longévité du département du Gard.

### Jumelages
Fourques est jumelée avec :
- Valle Lomellina (Italie).

## Population et société

### Démographie
L'évolution du nombre d'habitants est connue à travers les recensements de la population effectués dans la commune depuis 1793. Pour les communes de moins de 10 000 habitants, une enquête de recensement portant sur toute la population est réalisée tous les cinq ans, les populations de référence des années intermédiaires étant quant à elles estimées par interpolation ou extrapolation. Pour la commune, le premier recensement exhaustif entrant dans le cadre du nouveau dispositif a été réalisé en 2005.

En 2022, la commune comptait 2 701 habitants, en évolution de −6,73 % par rapport à 2016 (Gard : +2,97 %, France hors Mayotte : +2,11 %).
| 1793  | 1800  | 1806  | 1821  | 1831  | 1836  | 1841  | 1846  | 1851  |
| ----- | ----- | ----- | ----- | ----- | ----- | ----- | ----- | ----- |
| 1 015 | 1 026 | 1 105 | 1 045 | 1 159 | 1 171 | 1 261 | 1 320 | 1 289 |

| 1856  | 1861  | 1866  | 1872  | 1876  | 1881  | 1886  | 1891  | 1896  |
| ----- | ----- | ----- | ----- | ----- | ----- | ----- | ----- | ----- |
| 1 205 | 1 241 | 1 281 | 1 204 | 1 211 | 1 065 | 1 193 | 1 175 | 1 133 |

| 1901  | 1906  | 1911  | 1921  | 1926  | 1931  | 1936  | 1946  | 1954  |
| ----- | ----- | ----- | ----- | ----- | ----- | ----- | ----- | ----- |
| 1 304 | 1 265 | 1 183 | 1 257 | 1 369 | 1 442 | 1 432 | 1 529 | 1 491 |

| 1962  | 1968  | 1975  | 1982  | 1990  | 1999  | 2005  | 2006  | 2010  |
| ----- | ----- | ----- | ----- | ----- | ----- | ----- | ----- | ----- |
| 1 495 | 1 492 | 1 614 | 2 047 | 2 251 | 2 544 | 2 702 | 2 742 | 2 905 |

| 2015  | 2020  | 2022  | - | - | - | - | - | - |
| ----- | ----- | ----- | - | - | - | - | - | - |
| 2 880 | 2 748 | 2 701 | - | - | - | - | - | - |

### Enseignement
Les écoliers de Fourques commencent leurs études au sein du village : l'école maternelle Claudine Rabanit compte 5 classes, l'école élémentaire André Malraux 7 classes.

### Cultes
L'église Saint-Martin de Fourques fait partie du diocèse de Nîmes, district de Bellegarde.

## Économie

### Revenus
En 2018  (données Insee publiées en septembre 2021), la commune compte 1 216 ménages fiscaux, regroupant 2 768 personnes. La médiane du revenu disponible par unité de consommation est de 21 910 € (20 020 € dans le département). 54 % des ménages fiscaux sont imposés (43,9 % dans le département).

### Emploi
|                | 2008   | 2013  | 2018  |
| -------------- | ------ | ----- | ----- |
| Commune        | 8 %    | 9,4 % | 8,7 % |
| Département    | 10,6 % | 12 %  | 12 %  |
| France entière | 8,3 %  | 10 %  | 10 %  |

En 2018, la population âgée de 15 à 64 ans s'élève à 1 706 personnes, parmi lesquelles on compte 79 % d'actifs (70,3 % ayant un emploi et 8,7 % de chômeurs) et 21 % d'inactifs,. Depuis 2008, le taux de chômage communal (au sens du recensement) des 15-64 ans est inférieur à celui de la France et du département.
La commune fait partie de la couronne de l'aire d'attraction d'Arles, du fait qu'au moins 15 % des actifs travaillent dans le pôle,. Elle compte 540 emplois en 2018, contre 617 en 2013 et 573 en 2008. Le nombre d'actifs ayant un emploi résidant dans la commune est de 1 225, soit un indicateur de concentration d'emploi de 44,1 % et un taux d'activité parmi les 15 ans ou plus de 57,7 %.
Sur ces 1 225 actifs de 15 ans ou plus ayant un emploi, 205 travaillent dans la commune, soit 17 % des habitants. Pour se rendre au travail, 85,6 % des habitants utilisent un véhicule personnel ou de fonction à quatre roues, 2,1 % les transports en commun, 7,1 % s'y rendent en deux-roues, à vélo ou à pied et 5,2 % n'ont pas besoin de transport (travail au domicile).

### Activités hors agriculture

#### Secteurs d'activités
293 établissements sont implantés  à Fourques au 31 décembre 2019. Le tableau ci-dessous en détaille le nombre par secteur d'activité et compare les ratios avec ceux du département,.
| Secteur d'activité                                                                                        | Commune | Commune | Département |
| Secteur d'activité                                                                                        | Nombre  | %       | %           |
| --- | ------- | ------- | ----------- |
| Ensemble                                                                                                  | 293     | 100 %   | (100 %)     |
| Industrie manufacturière, industries extractives et autres                                                | 40      | 13,7 %  | (7,9 %)     |
| Construction                                                                                              | 48      | 16,4 %  | (15,5 %)    |
| Commerce de gros et de détail, transports, hébergement et restauration                                    | 75      | 25,6 %  | (30 %)      |
| Information et communication                                                                              | 4       | 1,4 %   | (2,2 %)     |
| Activités financières et d'assurance                                                                      | 7       | 2,4 %   | (3 %)       |
| Activités immobilières                                                                                    | 8       | 2,7 %   | (4,1 %)     |
| Activités spécialisées, scientifiques et techniques et activités de services administratifs et de soutien | 55      | 18,8 %  | (14,9 %)    |
| Administration publique, enseignement, santé humaine et action sociale                                    | 26      | 8,9 %   | (13,5 %)    |
| Autres activités de services                                                                              | 30      | 10,2 %  | (8,8 %)     |

Le secteur du commerce de gros et de détail, des transports, de l'hébergement et de la restauration est prépondérant sur la commune puisqu'il représente 25,6 % du nombre total d'établissements de la commune (75 sur les 293 entreprises implantées  à Fourques), contre 30 % au niveau départemental.

#### Entreprises et commerces
Les cinq entreprises ayant leur siège social sur le territoire communal qui génèrent le plus de chiffre d'affaires en 2020 sont : 
- Société Provençale de Constructions Métalliques - SPCM, fabrication de structures métalliques et de parties de structures (8 112 k€) ;
- Furst-Plast, fabrication d'emballages en matières plastiques (4 471 k€) ;
- Société Commerciale Agricole de Distribution  - SCAD, fabrication de produits azotés et d'engrais (2 511 k€) ;
- Bouisseren SARL, construction de réseaux électriques et de télécommunications (2 086 k€) ;
- Commerciale Agricole du Nord d' Arles - Cana, commerce de gros (commerce inter-entreprises) de produits chimiques (880 k€).

### Agriculture
La commune est dans la « Plaine Viticole », une petite région agricole occupant le  sud-est du département du Gard. En 2020, l'orientation technico-économique de l'agriculture  sur la commune est la polyculture et/ou le polyélevage. 
|               | 1988  | 2000  | 2010  | 2020  |
| ------------- | ----- | ----- | ----- | ----- |
| Exploitations | 78    | 64    | 52    | 47    |
| SAU (ha)      | 2 426 | 3 102 | 2 268 | 2 281 |

Le nombre d'exploitations agricoles en activité et ayant leur siège dans la commune est passé de 78 lors du recensement agricole de 1988  à 64 en 2000 puis à 52 en 2010 et enfin à 47 en 2020, soit une baisse de 40 % en 32 ans. Le même mouvement est observé à l'échelle du département qui a perdu pendant cette période 61 % de ses exploitations,. La surface agricole utilisée sur la commune a également diminué, passant de 2 426 ha en 1988 à 2 281 ha en 2020. Parallèlement la surface agricole utilisée moyenne par exploitation a augmenté, passant de 31 à 49 ha.

## Culture locale et patrimoine

### Édifices civils
- Pont suspendu dit ancien pont de Fourques, inscrit aux monuments historiques[49], franchissant le Petit-Rhône. Le pont de Fourques est toujours existant grâce à l'aide de M. Salles, garde-pont de 1973 à 1984, les câbles de suspension ont été changés grâce à cet homme, sans quoi le pont serait devenu piéton. Depuis le changement des câbles, la maison du gardien est fermée[réf. nécessaire].
- Château ceint de hautes murailles, inscrit aux monuments historiques[50].

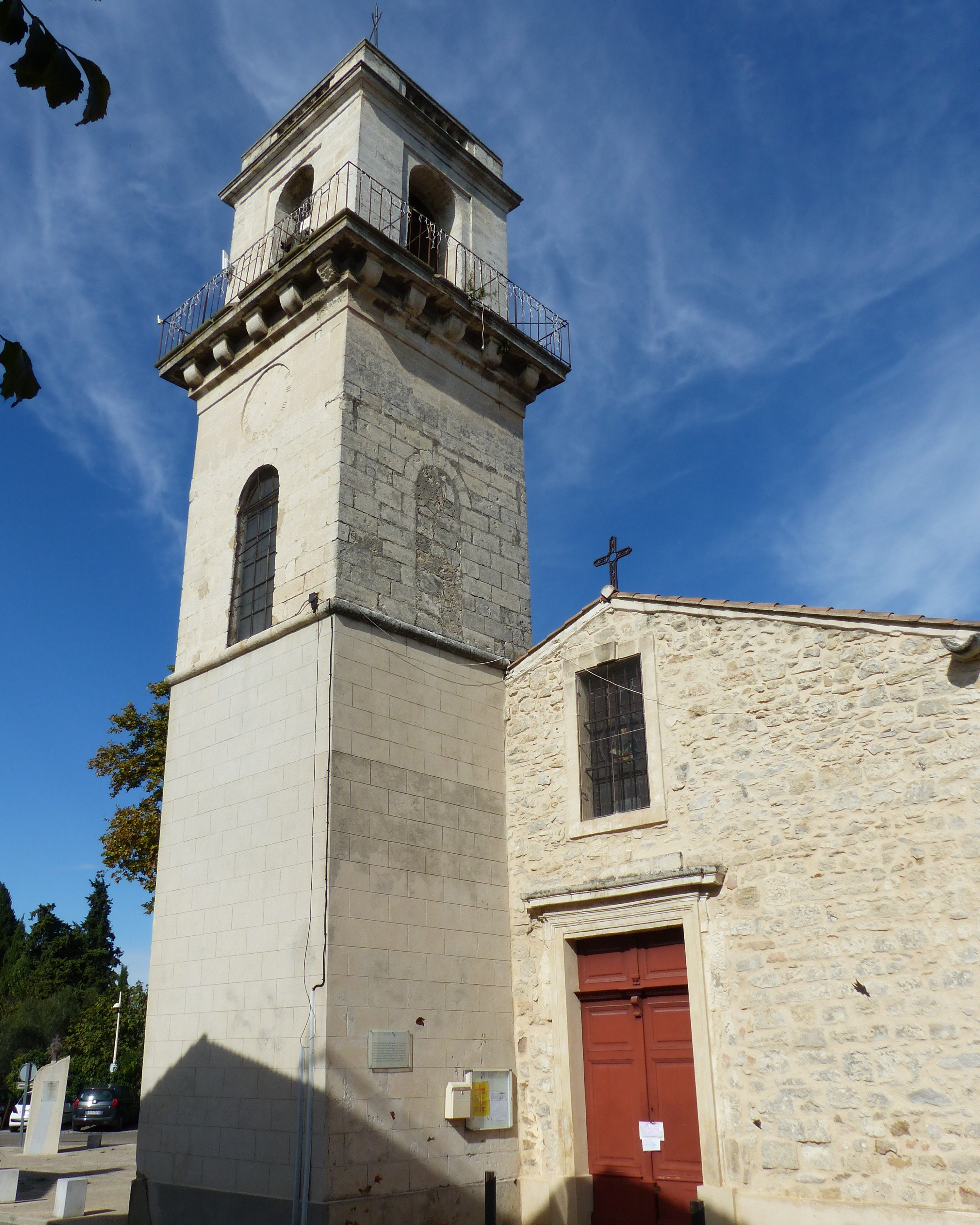
Église romane Saint-Sixte & Saint-Martin.

- Église romane Saint-Sixte & Saint-Martin.Quelques découvertes archéologiques, dont un sarcophage, semblable à ceux des Alyscamps[51]. Le sarcophage se trouve actuellement place de l'église à Fourques.

### Édifices religieux
- Église Saint-Sixte et Saint-Martin-de-Tours[52].

### Patrimoine culturel
- Auditorium des Deux Rhônes: en plus d'une salle de concert de 300 places, l'établissement comprend deux salles d'étude, un bar et un restaurant[53].

### Patrimoine environnemental
- Île des Canards

### Personnalités liées à la commune
- Jacques Payen (1948-), poète, secrétaire général de la mairie de Fourques[54]

## Héraldique
| Blason de Fourques (Gard) | Blason  | D'argent, à une bande fuselée d'argent et d'azur. |
| Blason de Fourques (Gard) | Détails | Le statut officiel du blason reste à déterminer.  |